# 권리행사방해죄
권리행사방해죄(權利行事妨害罪)는 타인의 점유 또는 권리의 목적이 된 자기의 물건을 취거(取去)·은닉 또는 손괴하여 타인의 권리행사를 방해하는 죄이다. 5년 이하의 징역 또는 700만원 이하의 벌금에 처한다(323조).
'점유'는 현실적인 소지, 즉 사실상의 지배(민법상 점유개념과 같음)를 의미하나 적법한 권원(權原)에 기하여 하는 점유에 국한하여 불법한 점유(예；절도범인의 점유)는 여기서의 점유가 아니다. 왜냐하면 본죄는 이러한 점유의 기초가 되어 있는 본권(本權, 예；질권·유치권·임차권 등)을 보호하는 것이기 때문이다. '취거'는 점유자의 의사에 반하여 그 점유물에 대한 점유자의 사실상의 지배를 제거하고 그것을 자기 또는 제3자의 지배하에 옮기는 것을 말한다. 취거·은닉·손괴행위에 의하여 타인의 권리행사가 방해될 우려 있는 상태가 발생함으로써 족하며 현실로 권리행사가 방해되었음을 요하지 않는다(판례). 친족상도례(親族相盜例)의 적용이 있다(328조).

## 판례
‘은닉’이란 타인의 점유 또는 권리의 목적이 된 자기 물건 등의 소재를 발견하기 불가능하게 하거나 또는 현저히 곤란한 상태에 두는 것으로 권리행사방해죄가 성립하기 위하여 현실로 권리행사가 방해되었을 것이 필요하지 않는다

### 자기의 물건
- 피고인이 이른바 중간생략등기형 명의신탁 또는 계약 명의신탁의 방식으로 자신의 처에게 등기명의를 신탁하여 놓은 점포에 자물쇠를 채워 점포의 임차인을 출입하지 못하게 한 경우, 그 점포가 권리행사방해죄의 객체인 자기의 물건에 해당하지 않는다.[2]
- 피고인이 피해자에게 담보로 제공한 차량이 그 자동차등록원부에 타인 명의로 등록되어 있는 이상 그 차량은 피고인의 소유는 아니므로, 피고인이 피해자의 승낙 없이 미리 소지하고 있던 위 차량의 보조키를 이용하여 이를 운전하여 간 행위가 권리행사방해죄를 구성하지 않는다[3]

### 타인의 점유
- 권리행사방해죄에서의 보호대상인 타인의 점유에는 절도범인의 점유와 같이 점유할 권리 없는 자의 점유임이 외관상 명백한 경우는 포함되지 아니한다[4]
- 동시이행항변권의 법리는 경매절차가 무효로 된 경우에도 적용되는 것이므로, 무효인 경매절차에서 경매목적물을 경락받아 이를 점유하고 있는 낙찰자의 점유는 적법한 점유로서 그 점유자는 권리행사방해죄에 있어서의 타인의 물건을 점유하고 있는 자라고 할 것이다[5]
- 부동산 실권리자명의 등기에 관한 법률 제8조는 배우자 명의로 부동산에 관한 물권을 등기한 경우에 조세포탈, 강제집행의 면탈 또는 법령상 제한의 회피를 목적으로 하지 아니한 때에는 제4조 내지 제7조 및 제12조 제1항, 제2항의 규정을 적용하지 아니한다고 규정하고 있는바, 만일 명의신탁자가 그러한 목적으로 명의신탁을 함으로써 명의신탁이 무효로 되는 경우에는 말할 것도 없고, 그러한 목적이 없어서 유효한 명의신탁이 되는 경우에도 제3자인 부동산의 임차인에 대한 관계에서는 명의신탁자는 소유자가 될 수 없으므로, 어느 모로 보나 신탁한 부동산이 권리행사방해죄에서 말하는 '자기의 물건'이라 할 수 없다.[6]
- (1) A주식회사와 지입차주인 B, C 사이에 트럭의 소유관계에 관한 특약이 없었으므로 지입차량인 트럭은 A주식회사의 소유에 속한다. (2) 피고인이 위 회사의 대표이사의 지위에 기하여 그 직무집행 행위로서 지입차주가 점유하는 위 회사의 물건을 취거한 경우에는, 피고인의 행위는 위 회사의 대표기관으로서의 행위라고 평가되므로, 위 회사의 물건도 권리행사방해죄에 있어서의 “자기의 물건”이라고 보아야 할 것이고 따라서 피고인에게는 권리행사방해죄가 성립한다[7]

- 무효인 경매절차에서 경매목적물을 경락받아 이를 점유하고 있는 낙찰자의 점유는 적법한 점유로서 그 점유자는 권리행사방해죄에 있어서 타인의 물건을 점유하고 있는 자라고 할 것이다[8].

- 위 행위는 회사의 대표기관으로서의 행위라고 평가되므로, 위 회사의 물건도 권리행사방해죄에 있어서의 “자기의 물건”이라고 보아야 할 것이다[9].

- 자동차등록원부에 타인 명의로 등록되어 있는 이상 그 차량은 피고인의 소유는 아니므로, 피고인이 피해자의 승낙 없이 미리 소지하고 있던 위 차량의 보조키를 이용하여 이를 운전하여 간 행위는 권리행사방해죄를 구성하지 않는다[10].

- 권리행사방해죄에서의 보호대상인 타인의 점유는 반드시 점유할 권원에 기한 점유만을 의미하는 것은 아니고, 일단 적법한 권원에 기하여 점유를 개시하였으나 사후에 점유 권원을 상실한 경우의 점유, 점유 권원의 존부가 외관상 명백하지 아니하여 법정절차를 통하여 권원의 존부가 밝혀질 때까지의 점유, 권원에 기하여 점유를 개시한 것은 아니나 동시이행항변권 등으로 대항할 수 있는 점유 등과 같이 법정절차를 통한 분쟁 해결시까지 잠정적으로 보호할 가치 있는 점유는 모두 포함된다고 볼 것이고, 다만 절도범인의 점유와 같이 점유할 권리 없는 자의 점유임이 외관상 명백한 경우는 포함되지 아니한다[11].

- 권리행사방해죄의 구성요건 중 타인의 ‘권리’란 반드시 제한물권만을 의미하는 것이 아니라 물건에 대하여 점유를 수반하지 아니하는 채권도 이에 포함된다고 해석되므로, 위 예비적 공소사실대로 피해자가 이 사건 원목에 대한 인도청구권을 가지고 있었다면 이 사건 원목은 피해자의 권리의 목적이 된 물건이라고 볼 여지가 있다[12].

- 회사의 대표이사였던 자가 회사가 타인에게 담보로 제공한 회사소유의 물건을 다른 회사에게 매도한 경우 … 권리행사방해죄가 성립할 여지가 없다[13].

- 주식회사의 대표이사가 대표이사의 지위에 기하여 그 직무집행행위로서 타인이 점유하는 위 회사의 물건을 취거한 경우에는, 위 행위는 위 회사의 대표기관으로서의 행위라고 평가되므로, 위 회사의 물건도 권리행사방해죄에 있어서의 '자기의 물건'이라고 보아야 할 것이다[14].

- 선박이 회사 명의로 소유권등기가 경료된 것이라면 위 선박은 피고인의 소유라 할 수 없고 피고인이 위 회사의 과점주주라거나 부사장이라 하여도 피고인의 소유라 할 수 없는 것이므로, 피고인이 타인이 점유중인 위 선박을 취거하였다하여도 이는 권리행사방해죄를 구성하지 아니한다[15].

- 형법 제323조 소정의 권리행사방해죄에 있어서의 취거라 함은 타인의 점유 또는 권리의 목적이 된 자기의 물건을 그 점유자의 의사에 반하여 그 점유자의 점유로부터 자기 또는 제3자의 점유로 옮기는 것을 말하므로 점유자의 의사나 그의 하자 있는 의사에 기하여 점유가 이전된 경우에는 여기에서 말하는 취거로 볼 수는 없다[16].

- 형법 제323조 소정의 권리행사방해죄에 있어서의 타인의 점유라 함은 권원으로 인한 점유 즉 정당한 권원에 기하여 그 목적물을 점유하는 권리 있는 자의 점유를 의미한다 할 것이나, 본건에 있어서와 같이 일단 적법한 권원에 기하여 점유한 이상 설사 그 후에 그 점유물을 소유자에게 명도해야 할 사정이 발생하였다 할지라도 점유자가 임의로 명도를 하지 아니하고 계속 이를 점유하고 있다면, 그 점유자는 의연히 동조 소정의 타인의 물건을 점유하고 있는 자라 할 것이다[17].

## 참고문헌
- 최지숙, 윤영석. (2020). 제3자가 소유자를 위해 차량을 취거한 경우에 있어 절도죄?권리행사방해죄 성립 논의 - 대법원 2017도13329 판결 분석 -. 법학논고,(68), 357-378.
- 지은석. (2022). 권리행사방해죄의 공모공동정범 - 대법원 2022. 9. 15. 선고 2022도5827 판결 -. 형사법의 신동향,(77), 227-258.